# 장수하늘소 (드라마)
《장수하늘소》는 1983년 11월 12일에 방영된 TV문학관이다. 이외수가 지은 동명의 소설을 원작으로 하여 제작되었다.

## 줄거리
형국(임혁)과 형기(백준기)는 탄광촌에서 태어난다. 형기는 어릴 때부터 절대로 우는 일이 없었다. 마을 사람들과 집안에선 이상한 아이라고 기피한다. 어느 날 아버지가 탄광 사고로 숨지자 식구들은 탄광촌을 떠난다. 형기는 계속 미소를 지은 채 햇빛 속에서 놀기만 하는데..

## 출연
- 임혁
- 백준기
- 오현경
- 이경표
- 이신재
- 이일웅
- 권미혜
- 이주실
- 박경득
- 송창신
- 정인숙
- 정서임
- 김영순
- 이종우
- 박상만
- 유순철
- 오기환
- 전광렬
- 전영미
- 최경수
- 이종민